# Naturpark Fanes-Sennes-Prags

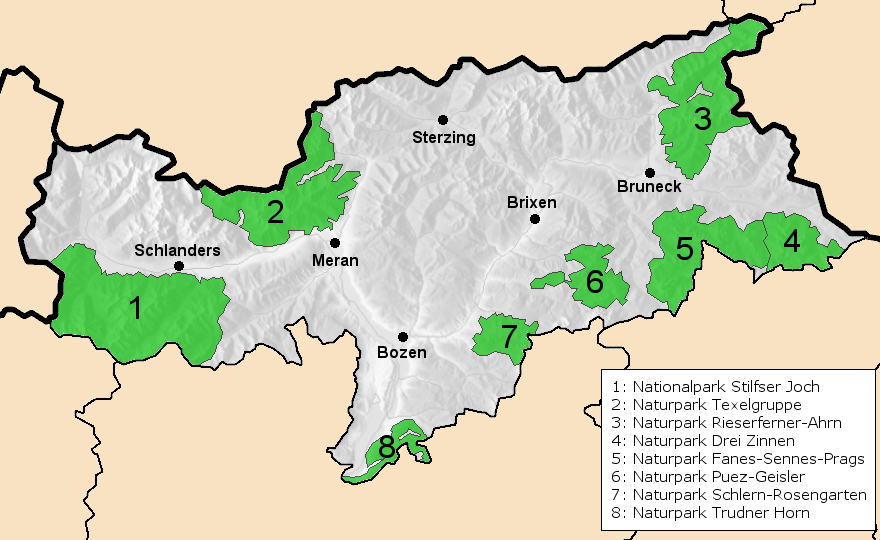
Karte der Naturparks in Südtirol mit dem Naturpark Fanes-Sennes-Prags (5)

Der Naturpark Fanes-Sennes-Prags (italienisch Parco Naturale Fanes-Sennes-Braies, ladinisch Parch Natural Fanes-Senes-Braies) ist ein Regionalpark in den Südtiroler Dolomiten (Italien). Er wurde 1980 gegründet und umfasst eine Fläche von 25.453 ha, aufgeteilt auf die Gemeinden Abtei, Enneberg, Olang, Prags, Toblach und Wengen.

## Ausdehnung und Lebensräume
Der Naturpark erstreckt sich in den Südtiroler Anteilen der Pragser Dolomiten und der Fanesgruppe. Er wird im Norden vom Pustertal begrenzt, im Westen vom Gadertal und im Osten vom Höhlensteintal, wo er direkt an den Naturpark Drei Zinnen anschließt. Im Süden endet er an der Grenze zur Provinz Belluno. Geprägt wird das Gebiet von ausgedehnten Almen und Hochflächen, zu denen die namensgebenden Fanes und Senes, sowie die Plätzwiese gehören. Eingerahmt werden diese Hochflächen von zahlreichen Bergen; der höchste Gipfel des Parks ist die Hohe Gaisl (3146 m) im Südosten. Die größten stehenden Gewässer des Gebiets sind der Pragser Wildsee und der Toblacher See.
Eine geologische Besonderheit des Naturparks ist die starke Prägung durch typische Karstformen wie Rinnen- und Kluftkarren, Spalten und Dolinenbecken, die auf den Hochflächen von Fanes und Senes auftreten. In tieferen Lagen finden sich Nadelwälder, die hauptsächlich aus Fichten bestehen und in höheren Gebieten mit Lärchen und Zirben durchsetzt sind. Im Bereich der Waldgrenze setzt der Bewuchs mit Latschen ein. Ein großer Teil des Gebiets besteht aus Alm- und Wiesengelände. Charakteristisch sind die sich in Höhen zwischen 2000 und 2800 m befindlichen Kalkrasen, die aus Blaugräsern und Immergrüner Segge zusammengesetzt sind.

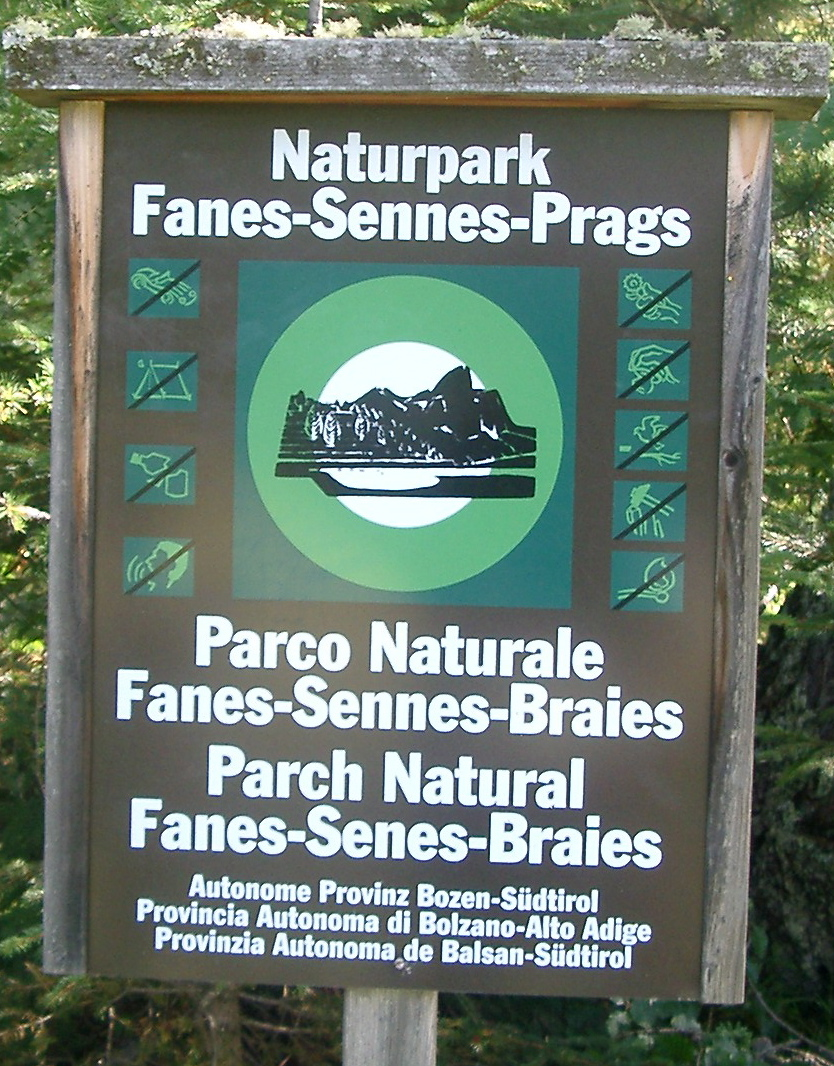
Hinweisschild
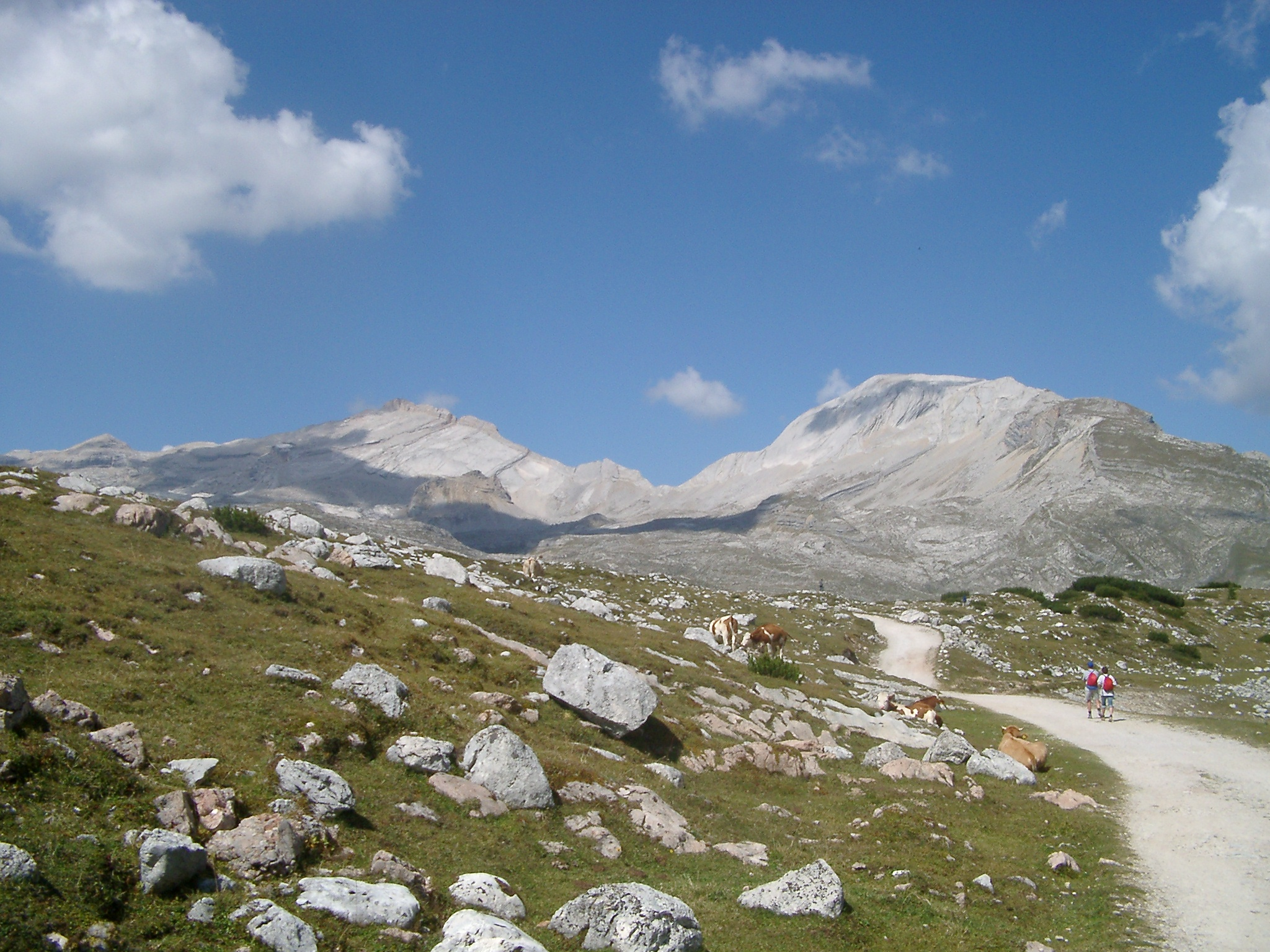
Fanes
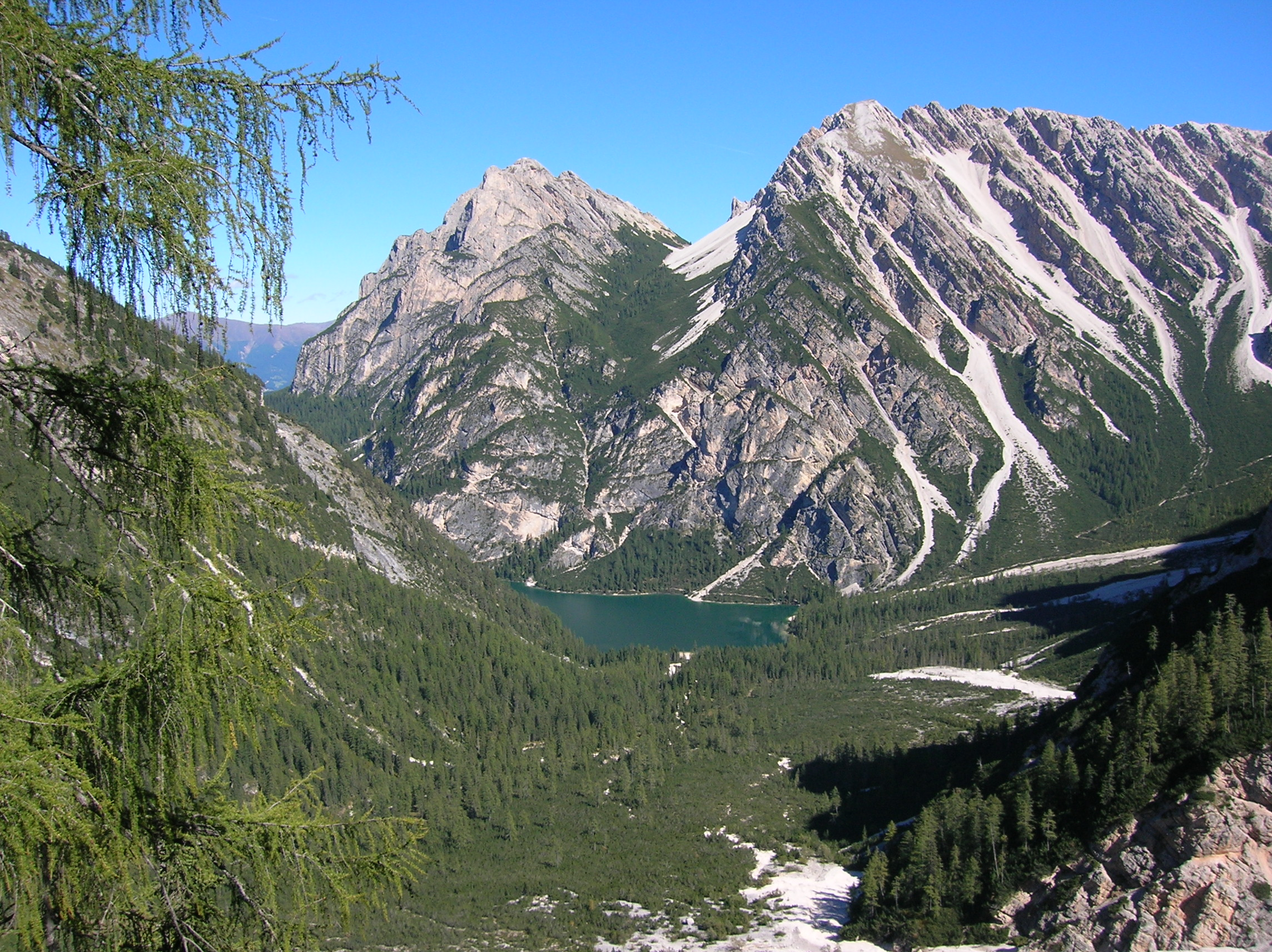
Pragser Wildsee
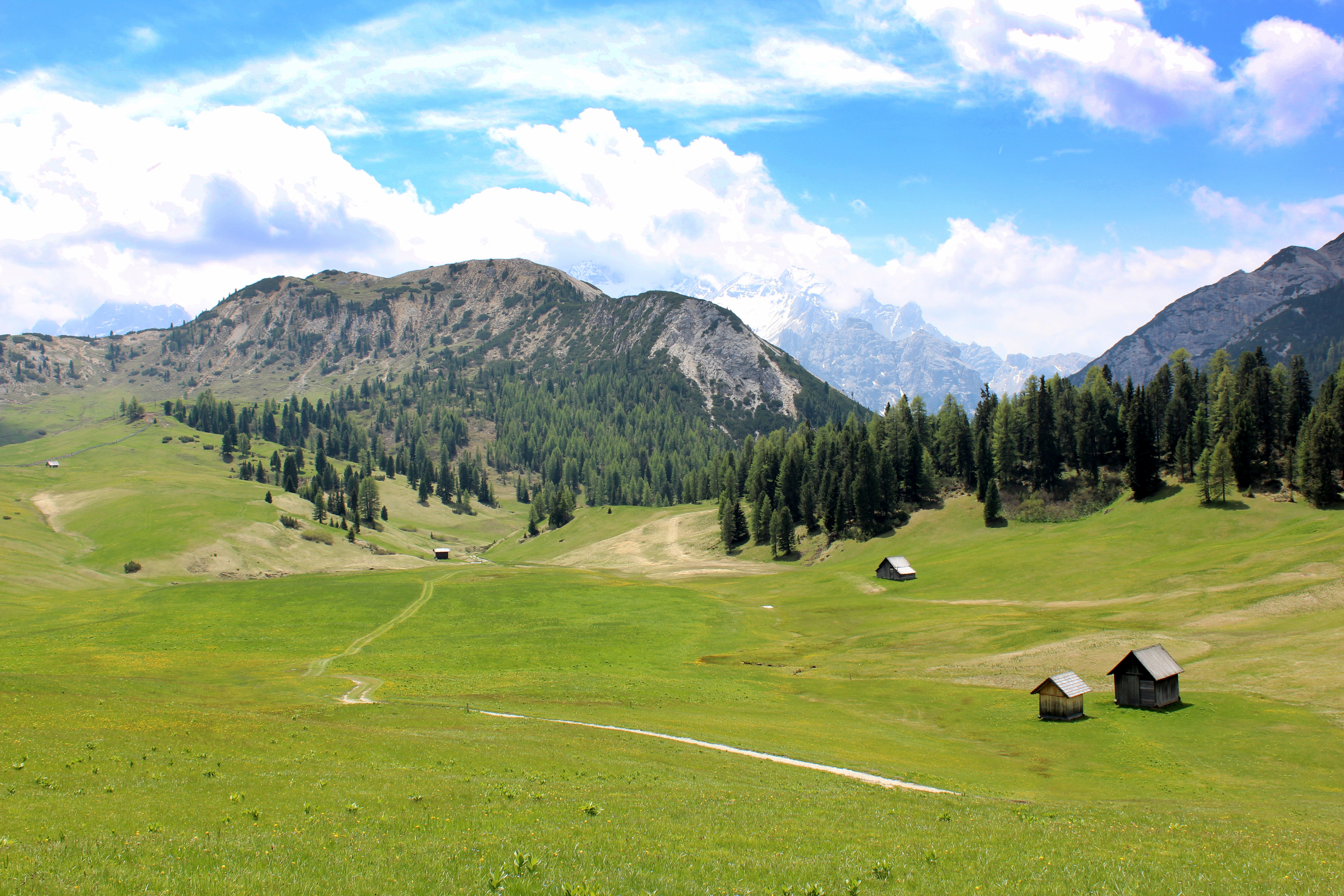
Plätzwiese
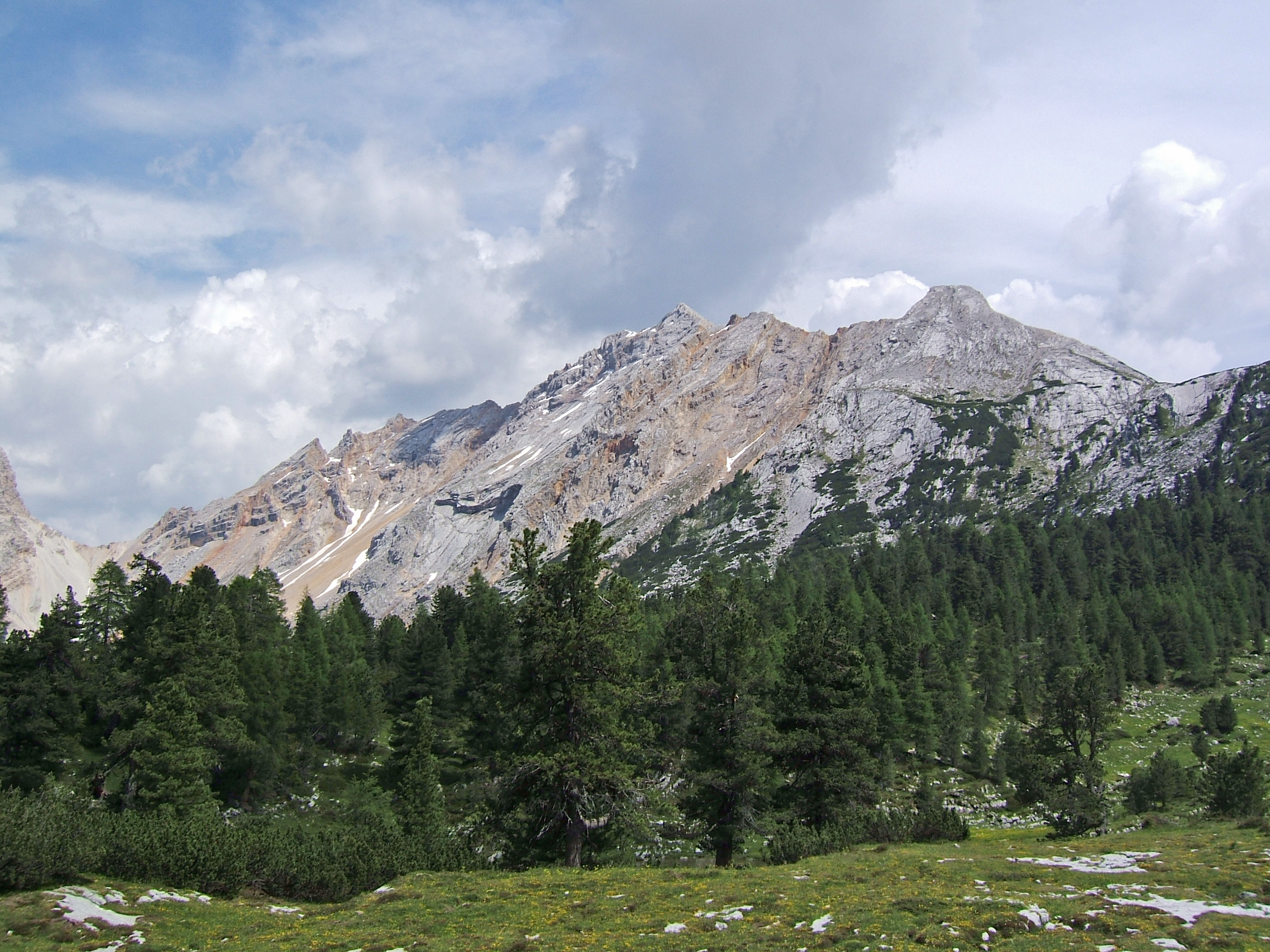
Col Bechei

## Geschichte und Einrichtungen
Die Gründung des Parks erfolgte 1980. Im Jahr 2009 wurde er als Teil der „Nördlichen Dolomiten“ durch die UNESCO als „Welterbe Dolomiten“ anerkannt. Das „Naturparkhaus Fanes-Sennes-Prags“ befindet sich in St. Vigil in der Gemeinde Enneberg (Standort: ⊙) und informiert über Geologie, Natur- und Kulturlandschaften im Naturpark sowie die ladinische Sagenwelt.